# فرنسيس كانو
فرنسيس كانو (بالإسبانية: Fanny Cano)‏ هي ممثلة مكسيكية، ولدت في 28 فبراير 1944 في المكسيك، وتوفيت في 7 ديسمبر 1983 بمدريد في إسبانيا.

## وصلات خارجية
- فرنسيس كانو على موقع IMDb (الإنجليزية)
- فرنسيس كانو على موقع ألو سيني (الفرنسية)
- فرنسيس كانو على موقع أول موفي (الإنجليزية)
- فرنسيس كانو على موقع قاعدة بيانات الفيلم (الإنجليزية)
- فرنسيس كانو على موقع كينوبويسك (الروسية)